# Pais Arena Jerusalem
Die Pais Arena Jerusalem (hebräisch פַּיִס ארנה יְרוּשׁלים Pajis Arenah Jərūschalajim) ist eine Multifunktionsarena im südwestlichen Stadtviertel Malcha der israelischen Stadt Jerusalem. Die Veranstaltungshalle ist die größte ihrer Art im mittleren Osten. Der Basketballclub Hapoel Jerusalem aus der Ligat ha’Al trägt hier seine Heimspiele aus. Hapoels Basketballteam war vorher in der 1985 eröffneten Malha Arena mit 3000 Plätzen beheimatet.

## Geschichte
Die im September 2014 von Jerusalems Bürgermeister Nir Barkat eingeweihte Halle mit Kosten von rund 400 Mio. NIS wurde durch ein Joint Venture der Stadt mit der staatlichen Lotteriegesellschaft Mifal HaPais finanziert. Zwei Drittel der Baukosten wurde von Mifal HaPais übernommen. Zu Basketballspielen bieten sich 11.000 Sitzplätze. Bei Konzerten sind maximal 15.000 Plätze verfügbar. Insgesamt wurden während der Errichtung 25.000 m3 Beton und 3000 t Stahl verbaut. Die Halle erstreckt sich über eine Fläche von 47.000 m² und verfügt über 16 V.I.P.-Logen. Des Weiteren gehört zur Ausstattung eine Eisfläche und ein Sportmedizinzentrum. Um die Halle stehen 1700 Parkplätze zur Verfügung. Die Veranstaltungsstätte gehört zum Sportkomplex der Stadt mit einem Sportbad mit olympischen Maßen, einer Tennisanlage, eine Bowlingbahn sowie einer Eissporthalle. Die Pais Arena liegt in direkter Nachbarschaft zum Teddy-Stadion, dem Fußballstadion der Stadt.
Die Pais Arena Jerusalem liegt rund 1,5 km vom Bahnhof Jerusalem-Malcha entfernt.

## Galerie

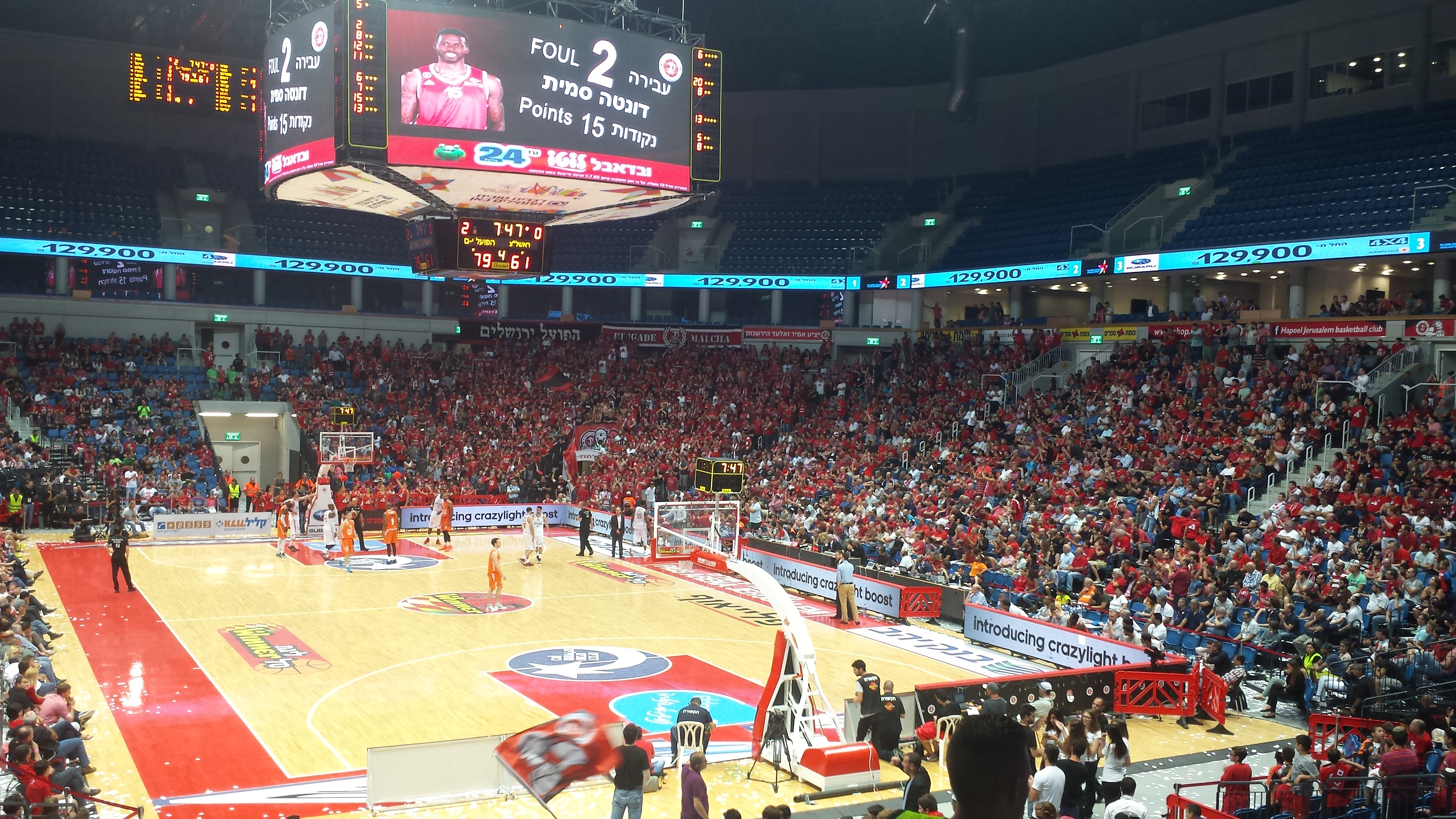
Die Jerusalem Payis Arena im Juni 2015
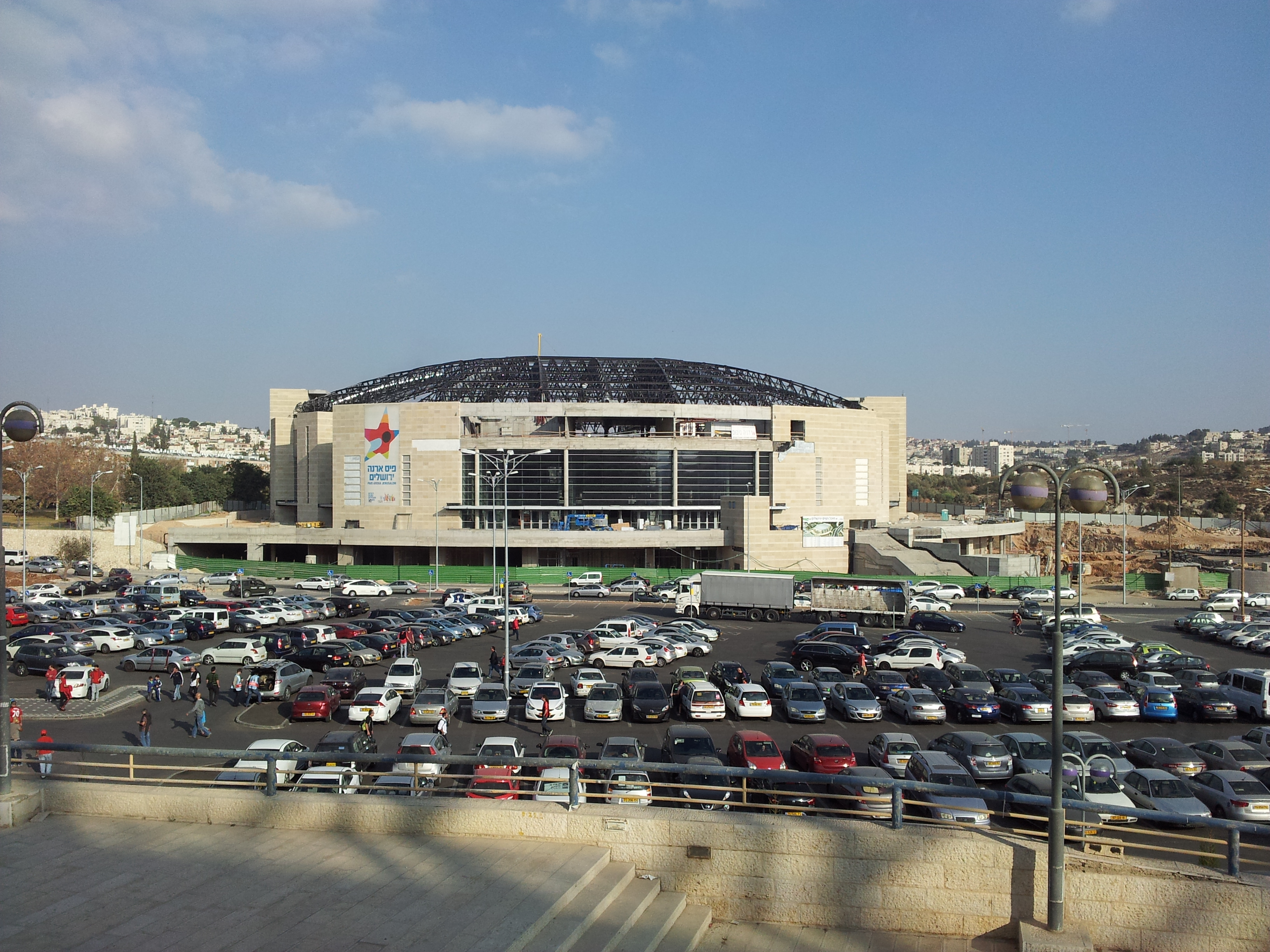
Die Baustelle im November 2013
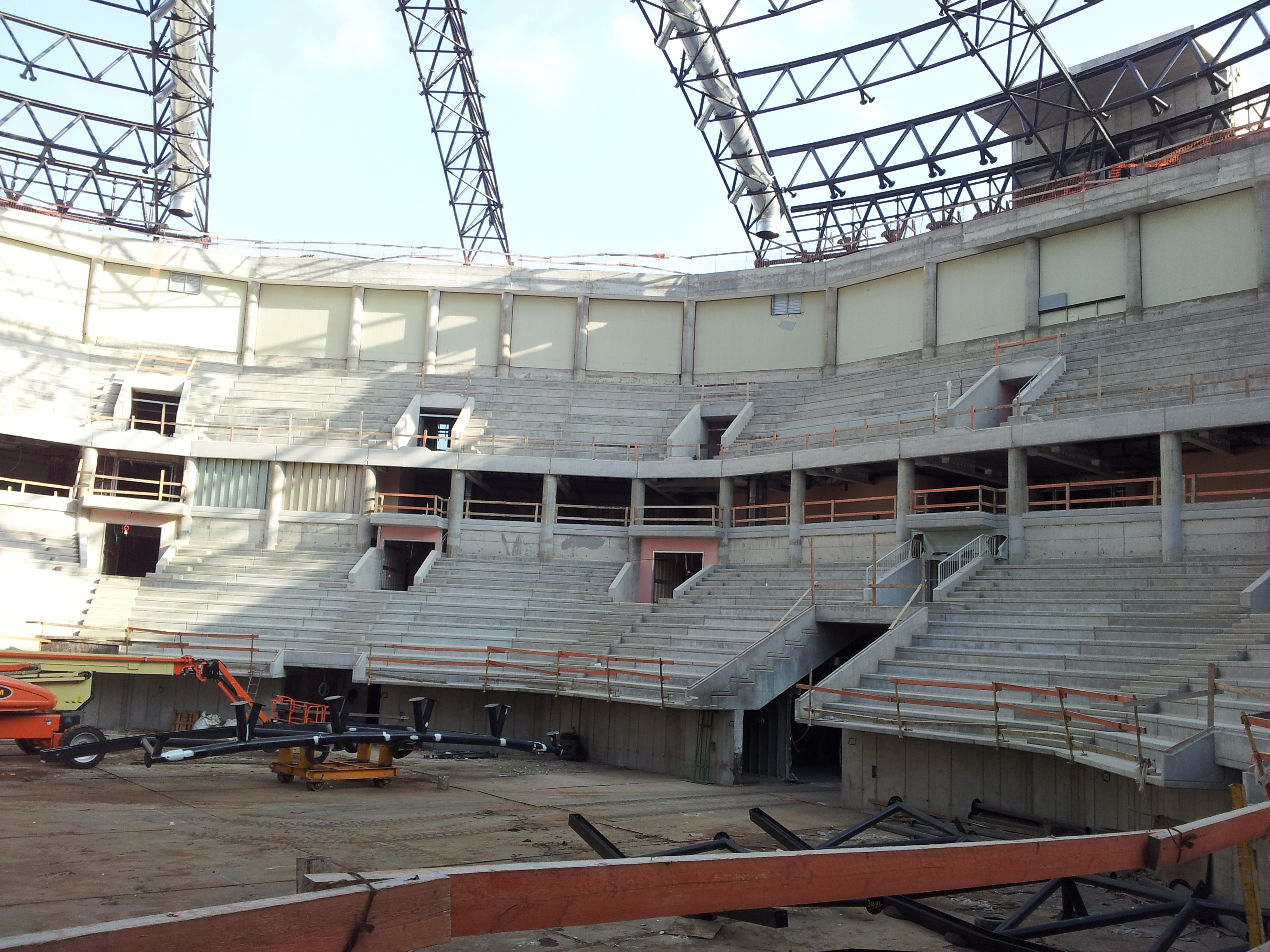
Der Innenraum im November 2013
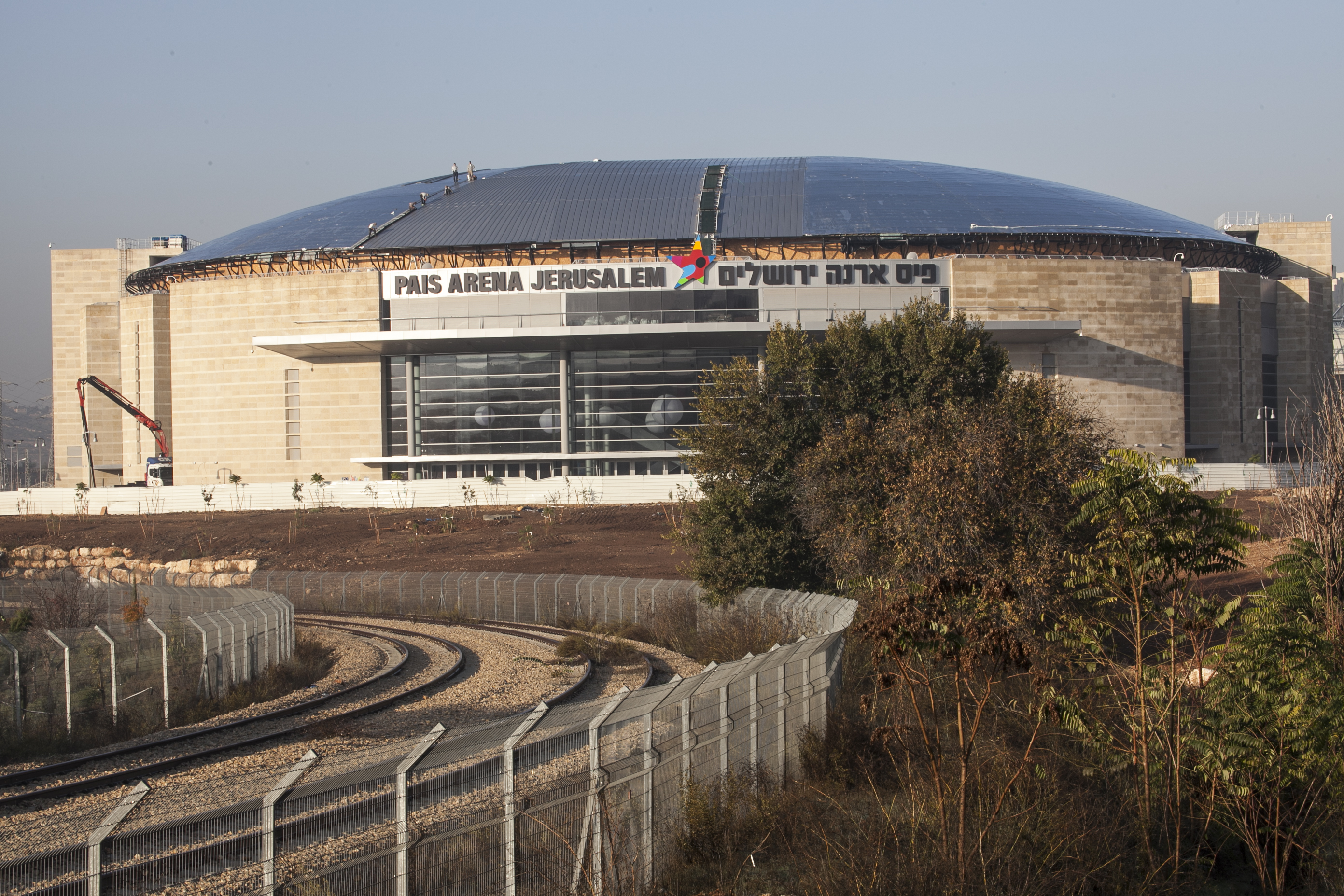
Außenansicht (November 2014)
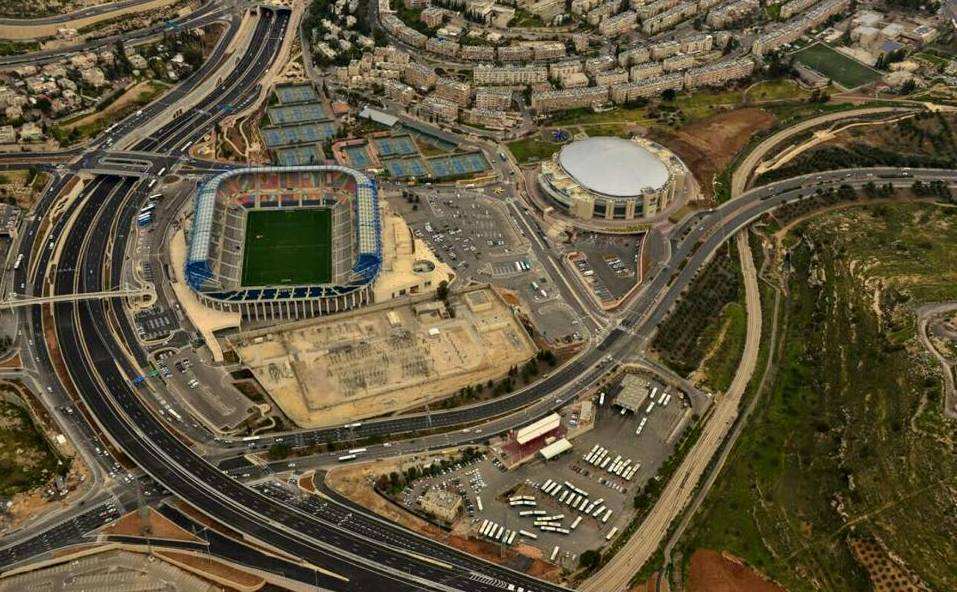
Die Pais Arena, die Malha Arena, die Tennisanlage und das benachbarte Teddy-Stadion